# 桂阳乡
桂阳乡，是中华人民共和国福建省泉州市德化县下辖的一个乡镇级行政单位。

## 行政区划
桂阳乡下辖以下地区：
桂阳村、溪洋村、王春村、安章村、涌溪村、洪田村、彭坑村、梓溪村和陈溪村。